# Anne-Marie Jaccottet
Pour les articles homonymes, voir Jaccottet.
 (juin 2024).
Si vous disposez d'ouvrages ou d'articles de référence ou si vous connaissez des sites web de qualité traitant du thème abordé ici, merci de compléter l'article en donnant les références utiles à sa vérifiabilité et en les liant à la section « Notes et références ».
Anne-Marie Jaccottet, née en Suisse le 26 juin 1931 à Saint-Aubin près de Neuchâtel, est une illustratrice et peintre franco-suisse et l'épouse du poète Philippe Jaccottet.

## Biographie
Anne-Marie Haesler a fait des études à l'École cantonale d'art de Lausanne, puis à l'Académie Julian à Paris. Elle vit depuis octobre 1953 à Grignan dans la Drôme, en compagnie de son mari, le poète Philippe Jaccottet. Sa palette, ses aquarelles et ses dessins évoquent les ramures et les sous-bois du paysage qui lui est proche, la porcelaine d'une coupe, un vase de fleurs ou bien une corbeille de fruits, des figues, des kakis et des grenades, le rebord d'une table qui pourrait être celui que contemplaient autrefois Pierre Bonnard ou Paul Cézanne.

## Jugements
« Une totalité vive, proche et lointaine à la fois, comme si étaient retombés là les fragments d'un soleil intérieur » (Nicolas Cendo).
« Une joie si pure, de plus en plus jeune, circule partout comme un souffle sans poids » (Philippe Jaccottet).

## Expositions
Les plus importantes expositions d'Anne-Marie Jaccottet se sont déroulées dans son pays d'origine, au Musée Jenisch de Vevey en 1994 ainsi qu'au Centre culturel suisse de Paris, en 2001. Des poètes comme Pierre-Albert Jourdan, Paul de Roux, André Ughetto et Yves Bonnefoy ont écrit des textes à propos de son œuvre. Anne-Marie Jaccottet a imaginé plusieurs de ses travaux pour  La promenade sous les arbres qui parut en 1957 sous l'enseigne d'Henry-Louis Mermod, pour un cahier édité en 1975 par la Revue de Belles-Lettres de Genève, pour des recueils édités chez Fata Morgana à propos des haïkus et d'André Dhôtel, pour un cahier d'études et de témoignages des éditions du Temps qu'il fait, imprimé en 2001 autour de Philippe Jaccottet ainsi que pour le premier numéro de la revue Tra-jectoires. Elle a exposé des aquarelles et des dessins de son Anne-Marie Jaccottet, Peintures et dessins jusqu'au 31 décembre 2008 à Aix-en-Provence dans la Galerie Alain-Paire.

## Livres illustrés
- La promenade sous les arbres, Philippe Jaccottet, Mermod, 1957
- Lettres perdues, Anne Perrier, Payot, 1971 (Prix Rambert)
- Breathings, Philippe Jaccottet, choix de poèmes traduits en anglais, Mushinsha & Grossman, 1974
- Marges, Nicolas Cendo, Lettres de Casse, 1981
- Le Feu parmi les arbres, Richard Vernier, Solaire, no 37, 1982
- Ce qui demeure, Hélène Péras, Paris, 1983
- Traversées matinales, Paul de Roux, Cahiers du confluent, 1986
- Le Cerisier, Philippe Jaccottet, Marchant Ducel, 1986
- La Terre de sauvegarde, Patrick Guyon, Fanlac, 1991
- Haïku, transcrits par Philippe Jaccottet, Fata Morgana, 1996